# Young, Gifted and Black
Young, Gifted and Black è un album della cantante soul statunitense Aretha Franklin, pubblicato nel 1972 dalla Atlantic Records.

## Tracce
1. Oh Me Oh My (I'm a Fool for You Baby) (Jim Doris) - 3:42
2. Day Dreaming (Franklin) - 4:00
3. Rock Steady (Franklin) - 3:15
4. (To Be) Young, Gifted and Black (Nina Simone) - 3:34
5. All the King's Horses (Franklin) - 3:56
6. A Brand New Me (Theresa Bell, Jerry Butler, Kenny Gamble) - 4:26
7. April Fools (Burt Bacharach, Hal David) - 3:29
8. I've Been Loving You Too Long (Jerry Butler, Otis Redding) - 3:36
9. First Snow in Kokomo (Franklin) - 4:04
10. The Long and Winding Road (John Lennon, Paul McCartney) - 3:38
11. Didn't I (Blow Your Mind This Time) (Thom Bell, William Hart) - 3:42
12. Border Song (Holy Moses) (Bernie Taupin, Elton John) - 3:22